# La Novia/Da da umpa
La Novia/Da da umpa è il primo singolo de I Samurai, pubblicato in Italia nel 1962.

## Tracce
Lato A
1. La Novia (Mogol, Prieto)

Lato B
1. Da da umpa (Verde, Canfora)